# Сан-Мігель (острів)
Сан-Мігель (порт. Ilhéu São Miguel) — маленький острівець у складі Сан-Томе і Принсіпі. Адміністративно відносяться до округу Лемба.
Острів розташований за 330 м біля південно-західного берега острова Сан-Томе, при вході до бухти річки Агуа-Сан-Мігель. Острів має видовжену з північного сходу на південний захід форму. Острів незаселений, гористий, вкритий лісами, береги місцями стрімкі. Довжина острова 260 м, ширина — до 130 м. Біля східного берега розташований ще один вкритий лісами острівець неправильної форми.